# Olivier Chéron
Pour les articles homonymes, voir Chéron.
Olivier Chéron, né le 23 octobre 1854 à Soulangy et mort le 18 août 1935 à Paris, est un peintre français. Il est le fils de Hyppolite Chéron, propriétaire, et de Pauline Paulmier son épouse. Il né au hameau de Saint-Loup.

## Biographie
Olivier Chéron est né le 23 octobre 1854 à Soulangy. Atteint de surdité, il étudie à l'Institut national de jeunes sourds de Paris[réf. nécessaire]. 
Élève d'Antoine Guillemet et de Léopold Desbrosses à l'Académie Julian à Paris, il participe au Salon des artistes français où il obtient une mention honorable en 1908 ainsi qu'au Salon de Société lorientaise des beaux-arts en 1910, 1911 et 1913.

## Œuvres
- La Meije vue de ma fenêtre à La Grave, 1901, achat de l'État[5], localisation inconnue.
- Les Ruines de la Cour des Comptes, 1912, fusain, Institut national de jeunes sourds de Paris[6].
- Petit port de refuge à Belle-île en Mer, 1916[7], localisation inconnue.
- Rue de Village, localisation inconnue[réf. nécessaire].
- Sous-bois, 1935[8], localisation inconnue.
- Saint-Vaast-la-Hougue[9], localisation inconnue.
- La Plage[10], localisation inconnue.
- Le Matin à Arromanches, huile sur toile, Institut national de jeunes sourds de Paris[11]